# CartoonNetwork.hu
A CartoonNetwork.hu a Cartoon Network rajzfilmadó magyar nyelvű honlapja volt, amely 2006-ban indult a lengyel és a román változat mellett. Az oldal Magyarország egyik legnépszerűbb gyerekeknek szánt honlapja volt, 2009-ben havonta átlagosan 250 ezer látogatója volt és ötmillió volt az oldalletöltések száma. Ugyanezen év májusában, majd 2014 augusztusában a honlap megújult. Az oldal 2024 novemberében szűnt meg, onnantól a webcíme a HBO Max streamingszolgáltatóra irányít át.

## Feladata, tartalma
A honlap feladata a csatornán kívüli szórakoztatás volt. Az oldalon megtalálhatóak voltak a csatorna műsoraival kapcsolatos ún. miniwebhelyek, valamint ezen műsorokkal kapcsolatos játékok, videók, kvízek, valamit letölthető háttérképek is. Az oldal a szavazások és a nyereményjátékok helye is volt, például 2006-ban a nézők irányíthatták a csatorna műsorát a Viva Las Bravo c. műsor keretében a honlapon leadott szavazataikkal, valamint 2012-ben a Cartoon Network Aranylabda Bajnokságra is itt lehetett nevezni.

## Toonix
A Toonix egy alkalmazás volt, melynek használatával a honlap látogatói elkészíthették a saját avatarjukat és jelen lehettek a Cartoon Network virtuális világában. Amikor Európában megjelent, reklámozni kezdte a Cartoon Network és később a Boomerang is. Magyarországon 2012 elején debütált az alkalmazás. Az alkalmazás 2017-ben szűnt meg.

## Miniwebhelyek
1. Túl a kerítésen
2. Lego Ninjago: A Spinjitzu mesterei
3. Cartoon Network alkalmazások
4. Steven Universe
5. Clarence
6. Tini titánok, harcra fel!
7. Mixelek
8. Sárkányok
9. Ben 10: Omniverzum
10. Gumball csodálatos világa
11. Kalandra fel!
12. Nagyfater bátyó
13. Parkműsor
14. Ben 10
15. Pindúr pandúrok
16. Scooby-Doo
17. Batman: A bátor és a vakmerő
18. Az osztálytársam egy majom
19. Chowder
20. Ed, Edd és Eddy
21. Fosterék háza képzeletbeli barátoknak
22. Jelszó: Kölök nem dedós
23. Johnny Test
24. Nyomi szerencsétlen utazásai
25. Gumball csattanók
26. Transformers: Robots in Disguise
27. Toonix
28. Transformers Prime
29. Billy és Mandy kalandjai a kaszással